# Leicester & District League
De Leicester & District League is een Engelse regionale voetbalcompetitie. Er zijn 3 divisies en de Premier Division bevindt zich op het 12de niveau in de Engelse voetbalpiramide. De kampioen kan promoveren naar de Leicestershire Senior League. Er zijn ook 2 reservedivisies die geen deel uitmaken van de voetbalpiramide. 